# Nersia orbata
Nersia orbata är en insektsart som först beskrevs av Melichar 1912.  Nersia orbata ingår i släktet Nersia och familjen Dictyopharidae. Inga underarter finns listade i Catalogue of Life.